# Pablo Sanz Agüero
Pablo Sanz Agüero (Nieva, Segòvia; 2 de març de 1932 - Madrid; 13 de setembre de 2012) va ser un actor espanyol.

## Biografia
Dedicat a l'escena des de la seva joventut, va començar treballant a Teatres Universitaris, mentre estudiava Dret a la Universitat de Valladolid.
La seva carrera ha estat molt centrada en la televisió; el seu primer treball a TVE es remunta a 1957, en què interpreta per a la cadena recentment creada El bobo de la olla, un entremès de Lope de Rueda. En els anys successius es converteix en un rostre habitual de la pantalla petita, i al llarg de tres dècades arriba a interpretar més de seixanta personatges en espais com Estudio 1 o Novela. En la temporada 1961-1962 exercí també de presentador en el programa musical Escala en hi fi.
Les seves incursions al cinema van ser més espaiades i van tenir, potser, menor fortuna que en televisió. Destaquen títols com Días de feria (1960) La Guarda cuidadosa (1965) o Tú estás loco, Briones (1980).
Finalment va desenvolupar una notable trajectòria com a actor tetral, amb obres com Los tres etcéteras de Don Simón (1958), Celos del aire (1967), La fundación (1974), Una vez al año (1976), Julio César (1976), La detonación (1977), Las bacantes (1978), i Diálogo secreto (1984), totes elles d'Antonio Buero Vallejo, sustituïnt en aquesta última a Ismael Merlo després de la seva mort, La difunta (1990), de Miguel de Unamuno, Las de Caín (1993), dels germans Álvarez Quintero o Doce hombres sin piedad (2001), de Reginald Rose.
En 1967 va obtenir el Premi Antena de Oro en la seva categoria de Televisió. Va estar casat amb l'actriu Asunción Villamil.
Enterrat al costat de la seva esposa, al Cementiri de Fuencarral.

## Trajectòria a TVE
- Primera función
  - El escaloncito (21 de setembre de 1989)
  - Madrugada (19 d'octubre de 1989)
- Tarde de teatro
  - Un marido de ida y vuelta (14 de desembre de 1986)
- Un encargo original
  - Mis cuatro hombres (24 de setembre de 1983)
- Teatro estudio
  - Sea todo para bien (28 de desembre de 1978)
- Teatro Club
  - Mañana te lo diré (30 de març de 1976)
- Original
  - Besos de Nochebuena (15 d'abril de 1975)
  - El día menos pensado (10 de juny de 1975)
- El Teatro
  - La coqueta y Don Simón (30 de desembre de 1974)
- Noche de teatro
  - El abogado del diablo (13 de setembre de 1974)
- Historias de Juan Español
  - Juan Español, envidioso (4 d'octubre de 1972)
- Buenas noches, señores
  - Diálogos de medianoche (26 de juliol de 1972)
- Personajes a trasluz
  - Pedro Crespo, alcalde de Zalamea (14 de juliol de 1970)
  - Lily Lomam (15 de setembre de 1970)
  - Cristina y los hombres (26 d'agost de 1969)
- Hora once
  - La Marquesa de Larkspur (22 de juny de 1969)
  - En familia (13 de març de 1970)
  - El aderezo (23 d'octubre de 1971)
- Pequeño estudio
  - Nuestro mundo (3 de juny de 1969)
- Estudio 1
  - Cartas sin firma (17 de novembre de 1965)
  - Oriente 66 (5 de gener de 1966)
  - Cerca de las estrellas (16 de febrer de 1966)
  - La boda de la chica (23 de febrer de 1966)
  - Julieta y Romeo (17 d'agost de 1966)
  - El viaje infinito (31 d'agost de 1966)
  - Las siete vidas del gato (25 de gener de 1967)
  - Leocadia (22 de febrer de 1967)
  - Prohibido suicidarse en primavera (29 de març de 1967)
  - Vela de armas (26 de juliol de 1967)
  - El sillón vacío (9 d'agost de 1967)
  - El mercader de Venecia (23 d'agost de 1967)
  - Son las doce, Doctor Schweitzer (19 de desembre de 1967)
  - Usted puede ser un asesino (25 de juny de 1968)
  - Esta noche tampoco (5 de febrer de 1970)
  - El sí de las niñas (10 de març de 1970)
  - Madrugada (30 d'abril de 1970)
  - El baile (4 de desembre de 1970)
  - Las bodas de Fígaro (12 de març de 1971)
  - El sueño de una noche de verano (16 d'abril de 1971)
  - El admirable Crichton (14 de gener de 1972)
  - La casa de Quirós (21 de gener de 1972)
  - Ventolera (7 de juliol de 1972)
  - Diálogos de carmelitas (27 d'abril de 1973)
  - Los caciques (26 d'abril de 1976)
  - Usted puede ser un asesino (27 de juny de 1977)
  - Cuatro corazones con freno y marcha atrás (26 de setembre de 1977)
  - Antígona (2 de febrer de 1978) Creont
  - El tintero (11 de maig de 1978) Frank
  - El caso de la mujer asesinadita (17 de gener de 1979)
  - La dama duende (14 de febrer de 1979)
  - Rosas de otoño (7 de març de 1979)
  - El difunto Christopher Bean (3 de febre de 1980)
  - El glorioso soltero (3 d'agost de 1980)
  - La barca sin pescador (30 de gener de 1981)
  - Que viene mi marido (15 de maig de 1981)
  - Una aventura en la niebla (25 de desembre de 1981)
- Teatro breve
  - A las seis en la esquina del bulevard (4 de setembre de 1966)
- Teatro de siempre
  - Volpone, el astuto (23 de febrer de 1967)
  - El inspector (13 d'octubre de 1967)
  - El abanico de Lady Windermere (3 de novembre de 1967)
  - María Tudor (15 de desembre de 1967)
  - Juno y el pavo real (4 d'abril de 1968)
  - Madrugada (30 d'abril de 1970)
  - Don Juan y Fausto (17 d'agost de 1970)
  - Edipo en Colono (4 de febrer de 1971)
- Los Encuentros
  - Trece cartas (2 de juliol de 1966)
  - Un vagabundo (15 de juliol de 1967)
- Dos en la ciudad
  - Venta por pisos (29 d'octubre de 1965)
- Teatro para todos
  - El cadáver del señor García (24 de juliol de 1965)
- Tras la puerta cerrada
  - El engranaje (14 de maig de 1965)
- Teatro de familia
  - Los pantalones (5 de novembre de 1964)
- Primera fila
  - La bella desconocida (26 d'agost de 1964)
  - La honradez de la cerradura (30 de setembre de 1964)
  - Suspenso en amor (27 de gener de 1965)
  - Los persas (31 de març de 1965)
- Historias de mi barrio
  - Sor Alegría (19 d'agost de 1964)
- Tengo un libro en las manos
  - Pena de muerte (3 de març de 1964)
  - Francisco de Quevedo (23 de juny de 1964)
  - Don Juan (8 de setembre de 1966)
- Novela
  - Billete de vuelta (27 de gener de 1964)
  - Llegada de noche (27 de gener de 1964)
  - Los cinco invitados (6 d'abril de 1964)
  - Los muertos no se chupan el dedo (20 d'abril de 1964)
  - Tengo un millón (9 de novembre de 1964)
  - Paso a nivel (8 de febrer de 1965)
  - Jane Eyre (26 d'abril de 1965)
  - Sir Alexander Fleming (22 de juny de 1965)
  - El pequeño Lord (23 d'agost de 1965)
  - El juego de la duda (13 de setembre de 1965)
  - Donde nació la luna (18 d'octubre de 1965)
  - La cerilla sueca (8 de novembre de 1965)
  - Los hermanos Karamazov (29 de novembre de 1965)
  - La solterona (10 de gener de 1966)
  - El gallardo español (19 d'abril de 1966)
  - Concierto para un vagabundo (20 de juny de 1966)
  - Las Indias negras (25 de juliol de 1966)
  - Los millones del difunto James Gloncester (8 d'agost de 1966)
  - Los candelabros del emperador (19 de setembre de 1966)
  - Albéniz (14 de novembre de 1966)
  - El aguilucho (28 de novembre de 1966)
  - La sombra del arpa (26 de juny de 1967)
  - La herencia (21 d'agost de 1967)
  - La telefonista (11 de setembre de 1967)
  - Hicieron partes (2 d'octubre de 1967)
  - La frontera del hombre (29 de gener de 1968)
  - La vergonzosa ternura (26 de febrer de 1968)
  - Biografía de Rosalía de Castro (4 de març de 1968)
  - Nunca llueve a gusto de todos (18 de març de 1968)
  - Hay alguien fuera (16 de setembre de 1968)
  - La viuda (16 de desembre de 1968)
  - Eugenia Grandet (3 de novembre de 1969)
  - Cabeza de estopa (10 de novembre de 1969)
  - Flores para Elena (9 de febrer de 1970)
  - El diamante luna (29 de novembre de 1971)
  - El refugio (6 de novembre de 1972)
  - La esfinge maragata (20 d'agost de 1973)
  - La casa de las locas (21 de gener de 1974)
  - Amor de sombras (8 de juliol de 1974)
  - Ana Karenina (3 de novembre de 1975)
  - Luna llena (24 d'octubre de 1977)
- La tortuga perezosa (1961-1963)